# Regions Morgan Keegan Championships and the Cellular South Cup 2005 - Qualificazioni doppio femminile
Le qualificazioni del doppio femminile del Regions Morgan Keegan Championships and the Cellular South Cup 2005 sono state un torneo di tennis preliminare per accedere alla fase finale della manifestazione. I vincitori dell'ultimo turno sono entrati di diritto nel tabellone principale. In caso di ritiro di uno o più giocatori aventi diritto a questi sono subentrati i lucky loser, ossia i giocatori che hanno perso nell'ultimo turno ma che avevano una classifica più alta rispetto agli altri partecipanti che avevano comunque perso nel turno finale.
Le qualificazioni del doppio del torneo Regions Morgan Keegan Championships and the Cellular South Cup 2005 prevedevano 4 coppie partecipanti di cui una è entrata nel tabellone principale.

## Teste di serie
1. Miho Saeki /  Yuka Yoshida (Qualificate)

1. Sunitha Rao /  Chanelle Scheepers (ultimo turno)

## Tabellone

### Legenda
| - Q = Qualificato - WC = Wild card - LL = Lucky loser | - ALT = Alternate - SE = Special Exempt - PR = Protected Ranking | - w/o = Walkover - r = Ritirato - d = Squalificato |

|  | Primo turno | Primo turno                       | Primo turno                       | Primo turno                       | Primo turno |  |  | Ultimo turno | Ultimo turno                   | Ultimo turno | Ultimo turno | Ultimo turno |  |
|  |             |                                   |                                   |                                   |             |  |  |              |                                |              |              |              |  |
|  | 1           | Miho Saeki Yuka Yoshida           | Miho Saeki Yuka Yoshida           | Miho Saeki Yuka Yoshida           | 8           |  |  |              |                                |              |              |              |  |
|  |             | Angela Haynes Anne Mall           | Angela Haynes Anne Mall           | Angela Haynes Anne Mall           | 4           |  |  | 1            | Miho Saeki Yuka Yoshida        | 7            | 3            | 6            |  |
|  | 2           | Sunitha Rao Chanelle Scheepers    | Sunitha Rao Chanelle Scheepers    | Sunitha Rao Chanelle Scheepers    | 8           |  |  | 2            | Sunitha Rao Chanelle Scheepers | 5            | 6            | 2            |  |
|  |             | Svetlana Krivencheva Aneta Soukup | Svetlana Krivencheva Aneta Soukup | Svetlana Krivencheva Aneta Soukup | 3           |  |  |              |                                |              |              |              |  |